# Phacelia dissecta
Phacelia dissecta là loài thực vật có hoa trong họ Mồ hôi. Loài này được (A. Gray) Small miêu tả khoa học đầu tiên năm 1903.